# 波特蘭 (印第安納州)
波特蘭（英語：Portland）是一個位於美國印第安納州傑伊縣的城市。根據2010年美國人口普查，該地人口為6223人，而該地的面積約為12.88平方千米。同時該地也是傑伊縣的縣治。

## 地理
波特蘭的座標為40°26′02″N 84°58′48″W / 40.43389°N 84.98000°W，而該地的平均海拔高度為277米（即909英尺）。